# Eudarcia subtile
Eudarcia subtile är en fjärilsart som beskrevs av Petersen 1973. Eudarcia subtile ingår i släktet Eudarcia och familjen äkta malar.
Artens utbredningsområde är Afghanistan. Inga underarter finns listade i Catalogue of Life.